# アディスアベバでのアメリカ大使館襲撃事件
アディスアベバでのアメリカ大使館襲撃事件は、エチオピア帝国のアメリカ合衆国大使館の事務所に対するシフタによる襲撃事件である。これは1936年5月初旬、エチオピア政府の崩壊とイタリアのアディスアベバ占領前に皇帝ハイレ・セラシエが都市を離れた後に発生した。この襲撃事件のため、敷地が一時的に放棄され、イギリス陸軍主導によって職員が避難した。
アメリカの外交官および領事職員は、イタリア軍の支援を受けて、避難後数日で大使館に戻った。アメリカでは、アメリカ大使コーネリアス・ヴァン・ヘメルト・エンゲルトが大使館の防衛を指揮したことが評価されたが、フランクリン・ルーズベルト政権はその保護をより良く与えなかったことで世間の批判を受けた。

## 背景
1935年10月3日、イタリアはイタリア領ソマリランドおよびエリトリアからエチオピアに侵攻した。翌年の4月までに、イタリア軍はデセまで到達した。アメリカのエチオピア大使コーネリアス・ヴァン・ヘメルト・エンゲルトは1936年2月にその職に就いたが、4月時点ではまだエチオピア政府から正式に認められていなかった。4月30日、彼はメネリク宮殿の玉座の間に呼び出され、彼はハイレ・セラシエに信任状を提出した。その2日後、イタリア軍が都市に接近する中、皇帝と皇室は首都からフランス領ソマリランドへ避難し、多くのエチオピア人にとって予期せぬ動きであると同時に憤慨を引き起こした。

## 暴動の発生
アディスアベバを出発する前に、ハイレ・セラシエは政府の武器庫を開放するよう命じた。それは市民が武器を奪い、イタリア軍の都市への進入に自発的に抵抗することを意図していたようである。しかし、武器の奪い合いと政府の崩壊が相まって、広い市民の混乱を引き起こした。5月2日の午後までに、戦争を取材していたアメリカ人記者、そして37人のギリシャ市民が大使館の事務所に避難していた。さらに、エチオピア外務省のファイルがジョン・H・スペンサーによってアメリカ大使館に保管のために持ち込まれ、彼の個人的な「食料と銃」の隠し場所も大使館に寄付された。

## 襲撃と避難
5月3日月曜日、大使館は組織されたシフタの一団によって襲撃され、大使館職員と現地の契約警備員によって撃退された。しかし、大使館が引き続き襲撃を受けている中、エンゲルトはイギリス大使館に支援を求めることを決意した。イギリス大使館はより防御しやすい場所にあり、より良く保護されていた。イギリスの施設へ向かおうとした使者は、街頭の暴力の激しさのために引き返さざるを得なかった。代わりに、無線のメッセージがイギリス大使館に送信されたが、アメリカはイギリスと直接連絡を取っていなかったため、まずアメリカ合衆国国務省に中継され、ロンドンに転送され、再びアディスアベバに送信される必要があり、この過程全体でほぼ1日かかった。
5月4日午前8時30分、イギリス大使館からの3台のオープン・トップ・トラックとイギリス軍の護衛がアメリカの施設に到着し、外交官の配偶者と子供、および避難していた市民（記者のペットのチーターを含む）が数マイル離れたイギリス大使館に運ばれた。アメリカ大使館を守るために残ったのは、エンゲルトと彼の妻、4人のアメリカ海軍無線操作員、6人の外交官、数人のエチオピア人家政婦、および施設に避難していた1人のエチオピア人警察官であった。彼らは9丁のライフル、2丁のショットガン、10丁のリボルバー、および1丁の短機関銃で武装していた。一日中、施設は引き続き襲撃を受け、現地の家政婦のうち2人が銃撃され重傷を負った。弾薬が不足してきたため、国務省はエンゲルトに大使館を放棄する許可を与えたが、イギリス軍は同時に行われたベルギー大使館への襲撃を撃退するのに忙しく、すぐに援助を提供できなかった。ついに、5月5日の朝、第11シク連隊の兵士が到着し、残りのアメリカ人をイギリス大使館に避難させた。同時に、アメリカ合衆国国務長官のコーデル・ハルはベニート・ムッソリーニに電報を送り、イタリア王立軍が直ちにアディスアベバに入って状況を安定させるよう要請した。イギリス軍によるアメリカ人の避難と同じ日に、ドイツ軍がドイツ国大使館から派遣され、倒壊した建物に閉じ込められたスイスの医師マルセル・ジュノーとフランス人記者を救出しなければならなかった。
その夜、2万5000人のイタリア軍がアディスアベバに入った。翌朝、4人のアメリカ人部隊が大使館に戻ってそこを占拠したが、すぐに再び散発的な銃撃を受けた。アメリカの要請により、その後イタリア軍が派遣され、大使館とその敷地を確保した。後にワシントンに送られたアメリカ副領事の電報によれば、53人のイタリア軍兵士が施設に到着したと報告されている。

## その後
エンゲルトは襲撃中の努力が認められ、アメリカ合衆国外務省で1階級昇進した。在イギリスアメリカ合衆国大使のロバート・ワース・ビンガムは、ハル長官からイギリスに対して「迅速かつ効率的な支援」に対する「心からの感謝」を表明するよう指示された。アメリカのいくつかの新聞は、アメリカ大使館がイギリスに援助を求める必要があったことを指摘し、フランクリン・ルーズベルト政権がアメリカ大使館の防衛をより良く提供しなかったことを非難した。
ジョン・スペンサーは、アメリカ大使館に保管のために持ち込んだエチオピア政府のファイルを取り戻しに戻った際、一部の行方が分からなくなっていたと後に報告した。
アメリカは1937年春にアディスアベバでの活動を終了した。